# 트리아지
의학에서 트리아지(triage, /ˈtriːɑːʒ, triˈɑːʒ/) 또는 응급환자 분류(應急患者分類)는 의료 전문가나 응급처치 지식이 있는 사람 등, 의학적 도움을 줄 수 있는 인원들이 부상을 당한 환자들 중 누구를 먼저 치료할지 우선순위를 정하고, 제한된 자원을 적절히 배급하여 가장 크게 이득을 볼 수 있는 환자에게 자원이 돌아가도록 하는 것이다. 현재 동원 가능한 의료 인력이나 치료에 쓸 수 있는 물자보다 환자가 많은 경우, 즉 사상자가 대량으로 발생하는 경우 시행한다.

응급환자 분류를 시행하는 방법은 기관, 지역, 국가마다 상이하긴 하지만 공통적으로 공유하는 기본 개념이 있다. 대부분의 경우 가장 심한 부상을 입은 환자에게 가장 높은 우선순위를 부여하여 신속하게 도움을 받을 수 있도록 하며, 당장 처치가 필요하지 않다면 낮은 우선순위를 부여한다. 응급환자 분류체계는 여러 가지 요인에 따라 크게 달라지며, 여러 가지 측정 가능한 척도나 의료 전문가의 의견을 이용한다. 항상 이러한 응급환자 분류가 완벽할 수는 없으며, 주관적인 요소가 개입할 여지가 있다. 이는 정량적인 점수보다 의견에 기초하는 경우 더욱 주관적일 위험이 크다. 주관성이 나타날 수밖에 없는 이유는 사망 가능성, 치료 효능, 기대 여명과 같은 여러 가지 요소가 때로는 충돌하기도 하기 때문이다.

## 어원
트리아지라는 용어는 본래 프랑스어 단어로, '고르다' 내지는 '선별하다'라는 뜻을 가지고 있다. 이는 고대 프랑스어로 '나누다', '분류하다', '고르다' 등을 뜻하는 동사인 trier가 어원이다. 응급환자를 분류한다는 개념 자체는 오래 전부터 존재하였으며, 적어도 15세기 후반 막시밀리안 1세 시대까지 거슬러 올라간다. 그러나 응급환자 분류에서 고대 프랑스어인 'trier'라는 용어가 쓰인 것은 1800년대부터이다. 당시 나폴레옹 제국친위대 소속 수석 외과의였던 도미니크장 라레는 현대 응급환자 분류 체계의 기틀을 닦았다. 그는 "환자의 계급이나 국적과 관계없이, 부상의 심각성과 의학적 도움의 긴급성에 따라 환자를 치료해야 한다"라는 개념을 처음 도입하였다.

## 주요 개념

### 트리아지 태그

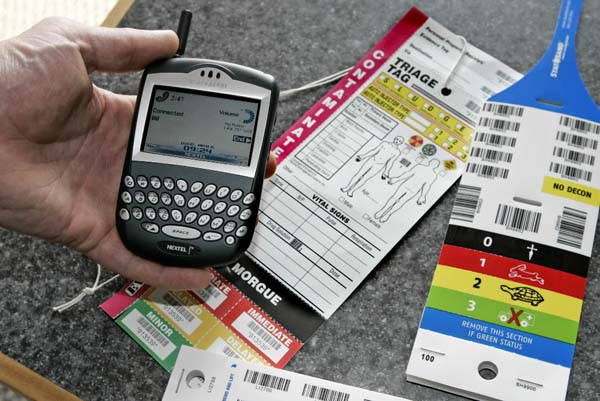
각기 다른 트리아지 태그를 사용하는 각종 트리아지 체계

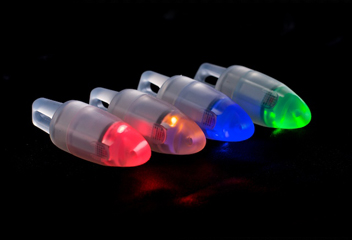
응급 트리아지 (Emergency Triage, E/T) 라이트 - 특히 밤이나 각종 빛이 없는 재난 상황에 유용하다.

트리아지 태그 또는 응급환자 분류표는 다음과 같은 목적으로 환자에게 부여하는 라벨이다.
- 환자 확인
- 평가된 소견의 대략적인 기록
- 처치 및 이송의 우선순위 확인
- 트리아지 과정을 통해 환자의 처치 과정을 추적
- 오염과 같은 특정 위험을 확인

트리아지 태그는 여러 가지가 존재한다. 이는 국가마다도 달라서 자국에서 표준화된 트리아지 태그를 사용하는 곳들도 있으며, 상업적으로 판매하는 트리아지 태그를 이용하는 국가들도 있다. NATO 같은 일부 국제기구도 자기만의 표준 태그를 가지고 있다. 시중에 판매되는 트리아지 태그 중 널리 쓰이는 것으로는 METTAG, SMARTTAG, E/T LIGHT, CRUCIFORM 체계 등이 있다. 좀 더 발전된 태그 체계에는 환자가 유해 물질에 오염되었는지 여부를 표시하기 위한 특별한 표시가 포함되어 있기도 하다.

### 과대평가와 과소평가
언더트리아지(undertriage)는 질환이나 부상의 중증도를 과소평가하는 것이다. 가령 즉시 처치가 필요한 1단계 환자를 2단계나 3단계로 판단하는 경우가 그 예시가 된다. 과소평가가 발생하는 비율은 장소마다 다른데, 2014년 응급실에서의 트리아지를 리뷰한 한 연구에 따르면 미국의 경우 병원단계에서의 과소평가가 34%였다고 밝혔다. 한편 병원전단계에서의 트리아지는 과소평가 비율이 14%였다는 리뷰도 있다.
오버트리아지(overtriage)는 반대로 질환이나 부상의 중증도를 과대평가하는 것이다. 가령 3단계 환자를 2단계나 1단계로 잘못 판단하는 경우가 있을 수 있다. 과소평가를 피하기 위한 허용 가능한 과대평가의 비율은 일반적으로 50%까지이다. 몇몇 연구에서는 의료 전문팀에서 트리아지를 시행하면 응급구조사가 시행하는 경우보다 과대평가 비율이 적다고 주장한다.

## 역사

### 나폴레옹 시대

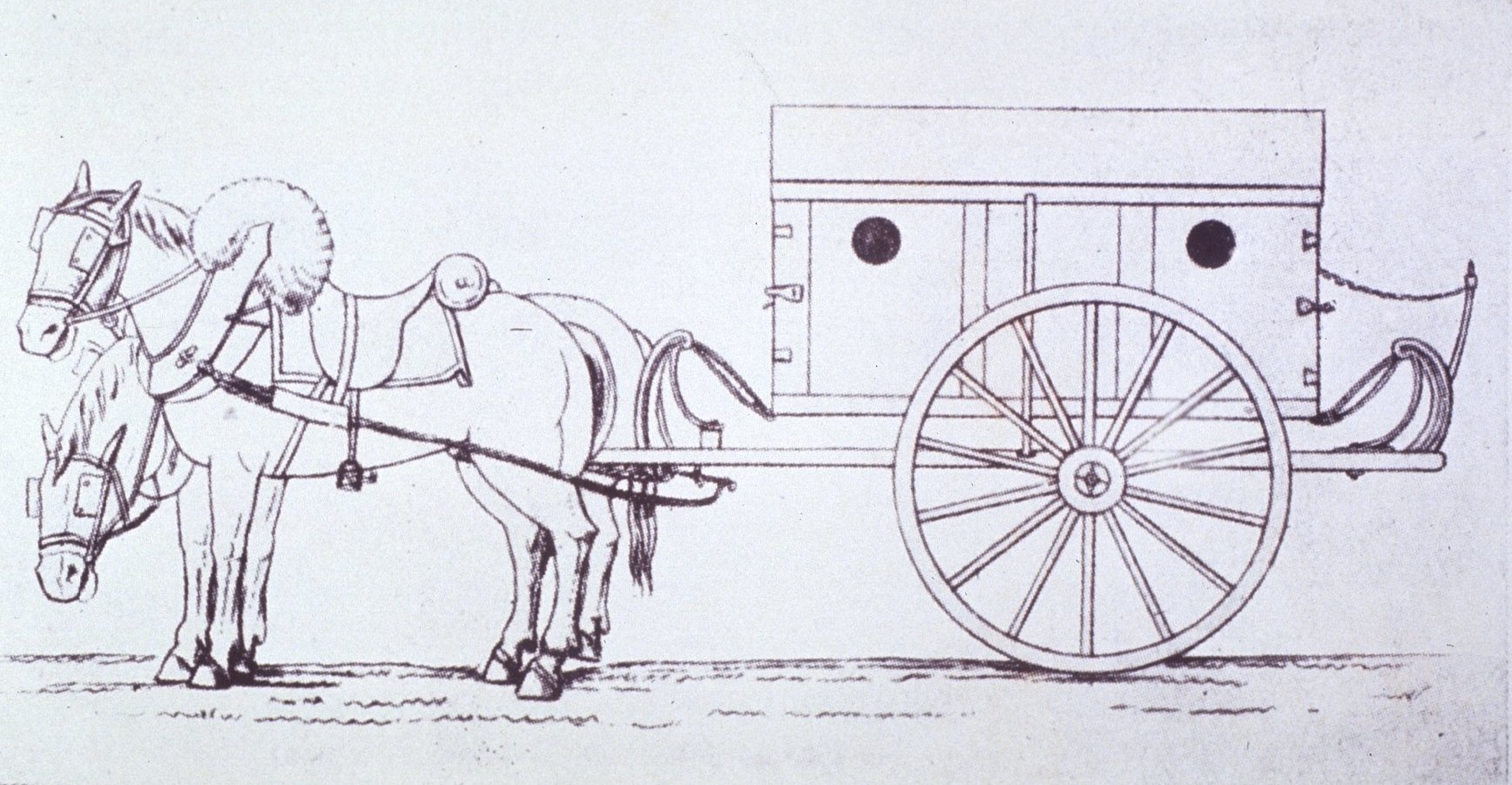
라레가 고안한 통칭 "나는 앰뷸런스"의 설계도

현대의 응급환자 분류는 나폴레옹 재위 기간 동안 활동했던 도미니크장 라레와 피에르 프랑수아 퍼시의 연구에 그 기초를 두고 있다. 특히 래리는 "나는 앰뷸런스" (프랑스어: Ambulance Volante, 여기서 "난다"는 빨리 이동한다는 뜻이다.)라는 구급차를 고안하기도 하였다.

### 제1차 세계 대전
1914년 앙투안 드페이지는 5단계로 구성된 응급환자 분류체계인 Odre de Triage 를 만들었는데, 여기서는 각 단계별 환자 이송 방법을 제시하고 있다. 프랑스와 벨기에의 의사들은 이러한 개념을 이용하여 전선 뒤의 응급 치료소에서 환자를 치료하기 시작했다. 전쟁터에서 부상자를 이송하거나 이후 치료할 책임이 있는 사람들은 환자를 우선 크게 세 집단으로 나누었다.
- 어떤 치료를 받든 생존 가능성이 높은 환자
- 어떤 치료를 받든 생존 가능성이 낮은 환자
- 즉시 치료를 시행할 경우 예후에 분명히 긍정적인 효과가 있을 것으로 기대되는 환자

이렇게 세 집단으로 나눈 후 의료 인력은 Odre de Triage 에 따라 환자를 이송 및 치료하였다.
- 1단계: 독일군으로부터 최대한 보호받을 수 있는 밤에 환자를 치료소로 이송한다.[24][27]
- 2단계: 치료소에 도착한 환자의 상처 부위에 드레싱을 실시하고,[27] 즉시 외과적 처치가 필요한 환자는 들것에 실려 바로 구급차가 이송 가능한 구역으로 옮겨진다. 상처가 기다려 볼 만한 정도라면 밤이 됐을 때 구급차로 이송한다.[24]
- 3단계: YMCA나 미국 적십자사에서 훈련을 받은 운전자가 모는 구급차를 통해 환자를 야전병원이나 전초 기지의 병원으로 옮긴다.[24][27]
- 4단계: 야전병원에서 가장 중증의 환자, 특히 장비가 더 잘 갖춰진 상설 병원에 도착하기 전에 사망할 가능성이 있는 환자를 치료한다. 생존 가능성이 높은 환자는 더 멀리 상설 병원으로 이송한다.[24][27]
- 5단계: 상설 병원에 도착한 환자는 모든 부상을 치료하기 위해 적절한 치료를 받는다.[24][27]

### 제2차 세계 대전
제2차 세계 대전 당시 미국군과 영국군 등 여러 강대국에서는 트리아지 체계를 만들고 개량했다. 비행기를 사용할 수 있게 되면서 환자를 빠르게 전선에서 병원으로 이송할 수 있게 되었고, 트리아지 과정에서 이용되기 시작했다. 제1차 세계 대전에서도 최초에 구호소로 이송된 후 더 높은 수준의 시설로 옮겨지고 최종적으로는 상설 병원으로 전원되는 기본적인 과정은 비슷하였으나, 더 발전된 치료가 각 단계에서 가능해졌고 무조건 치료해야 하는 부분만 치료한다는 인식이 사라졌다. 히로시마·나가사키 원자폭탄 투하 후 수 일간 트리아지가 실시된 것은 거의 확실하지만, 원자폭탄으로 인해 큰 혼란이 빚어져 원자폭탄이 터진 지 대략 5일간의 기록은 거의 남아있지 않다.

### 1947년 텍사스시티 참사

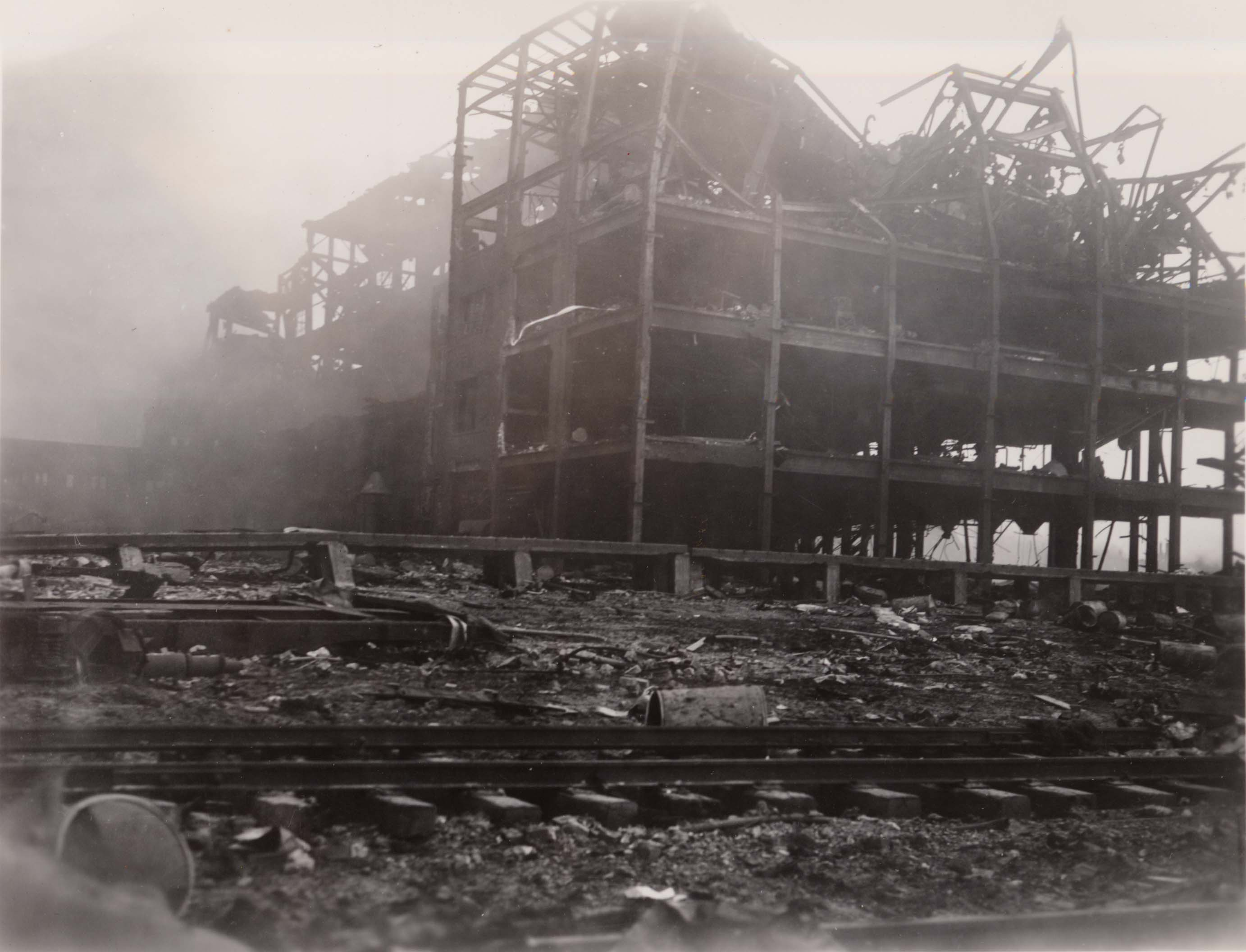
텍사스시티 참사로 파괴된 고무 공장

1947년, 텍사스시티에서 SS 그랜트캠프호가 폭발하면서 600명이 사망하고 수천 명이 부상을 입는 텍사스시티 참사가 일어났다. 폭발로 인해 소방서 인원 전원이 사망하였고, 피해자들에 대한 비공식적인 트리아지가 다수 이루어졌다. 이때 약국, 진료소, 일반 가정 등이 트리아지를 실시하기 위한 임시 분류소로 이용되었다. 도시에 병원이 없었기 때문에 환자들을 갤버스턴이나 휴스턴 등의 시설로 이송해야 했다. 이러한 시설들에는 제2차 세계 대전에서 배운 기술들을 이용하여 환자의 치료 결정을 내리는 의사들이 있었다.

## 같이 보기
- 전투피로증
- 의료코드